# سیارک ۲۳۹۹۹
سیارک ۲۳۹۹۹ (به انگلیسی: 23999 Rinner، نامگذاری:1999RA33) بیست و سه هزار و نهصد و نود و نهمین سیارک کشف شده‌است که در ۹ سپتامبر ۱۹۹۹ کشف شد.
قدر مطلق سیارک برابر ۱۱.۲ است.